# Малевиці
Малевиці (пол. Malewice) — село в Польщі, у гміні Дідковичі Сім'ятицького повіту Підляського воєводства.
Населення — 112 осіб (2011).
У 1975-1998 роках село належало до Білостоцького воєводства.

## Демографія
Демографічна структура станом на 31 березня 2011 року:
|          | Загалом | Допрацездатний вік | Працездатний вік | Постпрацездатний вік |
| -------- | ------- | ------------------ | ---------------- | -------------------- |
| Чоловіки | 60      | 23                 | 32               | 5                    |
| Жінки    | 52      | 14                 | 28               | 10                   |
| Разом    | 112     | 37                 | 60               | 15                   |